# Elektrownia jądrowa Rheinsberg
Elektrownia jądrowa Rheinsberg (niem. Kernkraftwerk Rheinsberg) – nieczynna niemiecka elektrownia jądrowa z jednym reaktorem wodno-ciśnieniowymi, położona w miejscowości Rheinsberg niedaleko jeziora Großer Stechlinsee, w kraju związkowym Brandenburgia. Pierwsza elektrownia jądrowa wybudowana w Niemieckiej Republice Demokratycznej.

## Dane techniczne
| Blok       | Typ      | Rozpoczęcie budowy | Włączenie do sieci | Rozpoczęcie działalności komercyjnej | Wyłączenie z eksploatacji | Moc elektryczna netto | Moc elektryczna brutto | Źródło |
| ---------- | -------- | ------------------ | ------------------ | ------------------------------------ | ------------------------- | --------------------- | ---------------------- | ------ |
| Rheinsberg | WWER-210 | 1 stycznia 1960    | 6 maja 1966        | 11 października 1966                 | 1 czerwca 1990            | 62 MW                 | 70 MW                  | [ 1 ]  |